# Club Alianza Lima (e-Sports)
El Club Alianza Lima e-Sports es la sección de deportes electrónicos del Club Alianza Lima. Actualmente participa en la Liga Peruana de Fútbol Virtual.
Ha participado, también, en la preexistente Liga Peruana de eFootball y en torneos internacionales del mismo videojuego.